# رشيد آيت عثمان
رشيد آيت عثمان. (بالفرنسية: Rachid Aït-Atmane)‏ لاعب دولي جزائري ولد في 04 فبراير 1993 ببوبيني، فرنسا. يلعب في الوسط مع نادي الاهلي بنغازي ، و اُختير ضمن تشكيلة منتخب الجزائر الأولمبي 2016
.

## السيرة

### في النادي
تدرب في نادي لانس، و تدرب الاحتراف مع أفضل جيل منذ افتتاح (La Gaillette)، نشأ مع رافاييل فاران، جيوفري كوندوبيا وغيرهما أليكساندر كوويف. يلعب وسط غادر نادي لانس في بداية موسم 2013-2014 إلى سبورتينغ خيخون في اسبانيا
.

### في اختبار الاختيار
بدأ في المستوى الدولي مع فريق الجزائر آمال، خلال مباراة ودية ضد تونس.

## وصلات خارجية
- رشيد آيت عثمان على موقع قاعدة بيانات كرة القدم.إي يو (الإنجليزية)
- رشيد آيت عثمان على موقع ليكيب (الفرنسية)
- رشيد آيت عثمان على موقع Soccerbase.com (لاعب) (الإنجليزية)
- رشيد آيت عثمان على موقع Soccerway.com (الإنجليزية)
- رشيد آيت عثمان على موقع أوليمبيديا (الإنجليزية)
- رشيد آيت عثمان على موقع AS.com (الإسبانية)
- Sporting official profile (بالإسبانية)

Rachid  على سكروي